# Andělské schody (přírodní rezervace)
Přírodní rezervace Andělské schody je chráněné území nacházející se severně až severovýchodně od obce Voznice a 5 km severovýchodně od města Dobříš. Předmětem ochrany je uchování dvou lesních luk s bohatým výskytem vzácných a zvláště chráněných druhů rostlin, včetně výskytu vzácných a ohrožených druhů bezobratlých živočichů. Díky zvlněnému terénu, který se stupňovitě svažuje od Malé Svaté Hory směrem k Dobříši, dostala lokalita název Andělské schody. Prudké svahy se nacházejí především na levém břehu Voznického potoka a nad voznickým rybníkem Velký. Území bylo vyhlášeno 30. března 2002.

## Lokalita

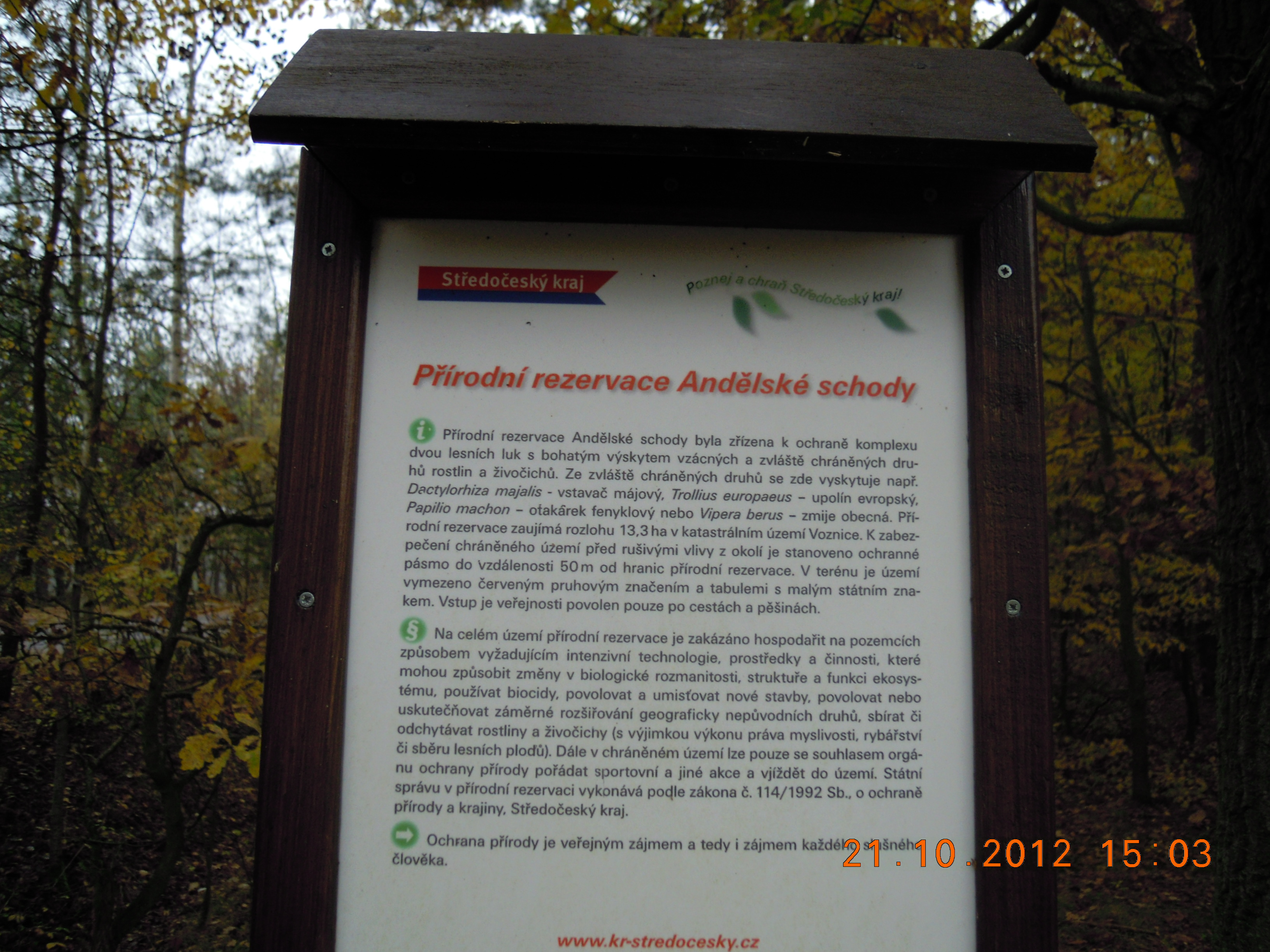
Oblast přírodní rezervace

Přírodní rezervace se nachází na lesních loukách severovýchodního Podbrdska. Andělské schody jsou na pomezí jednotek Benešovská pahorkatina a Brdská vrchovina. Tato lokalita leží mezi městem Mníšek pod Brdy a obcí Voznice. Přírodní rezervace je položena ve 383 až 402 metrech nad mořem a má rozlohu 13,2508 ha. Celé toto území je odvodňováno Voznický potokem, který tvoří zachovalé potoční nivy s přirozeně meandrujícími toky, které nebyly nikdy regulovány. Potok se u Nového Knína vlévá do Kocáby a ta poté do Vltavy.

## Historie

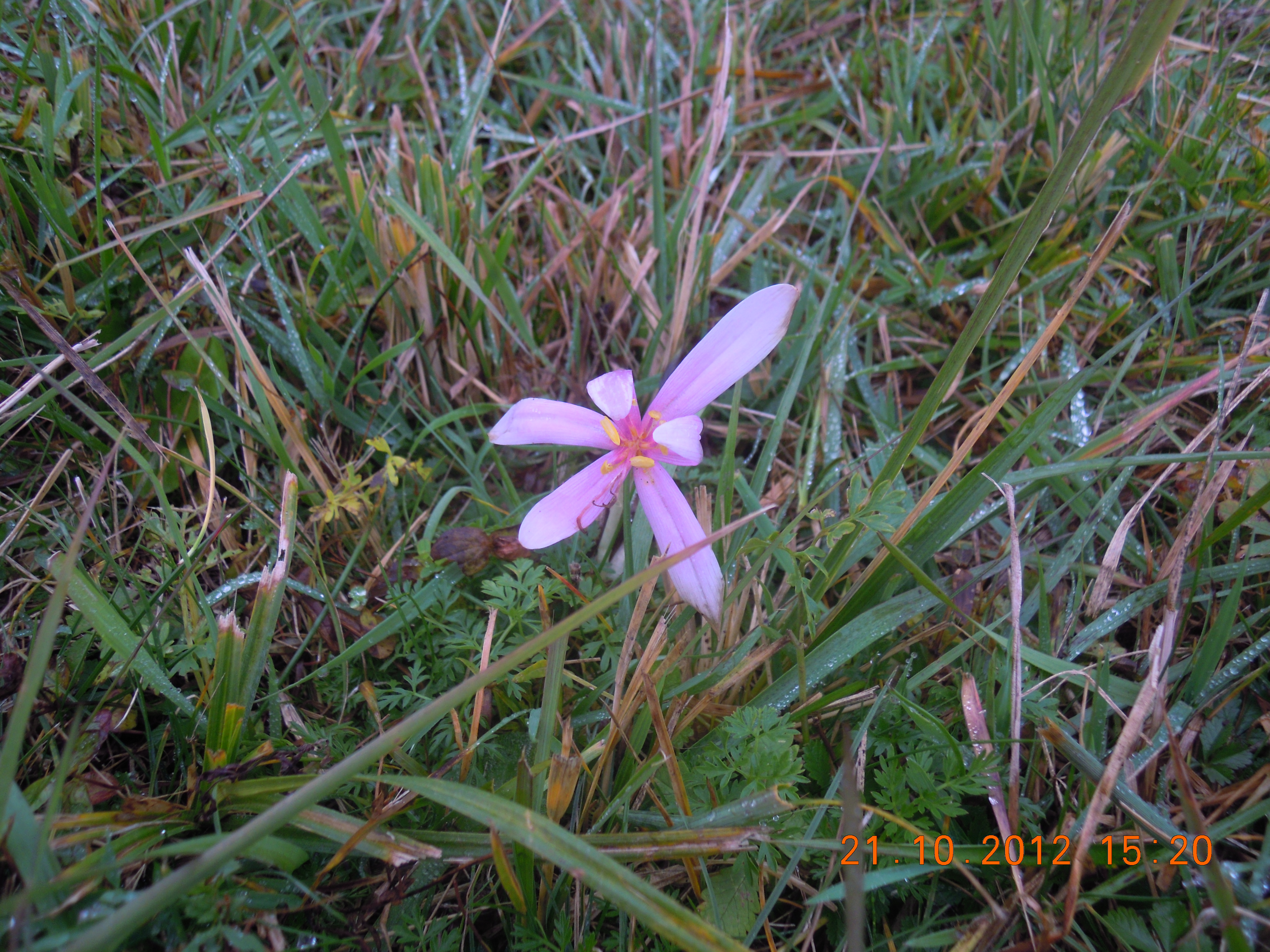
Ocún jesenní (Colchicum autumnale)

Andělské schody poutaly pozornost botaniků již před několika desetiletími. První podnět na ochranu luk na Andělských schodech pochází od Vladimíra Skalického a Jiřího Manychy
Přípravy na vyhlášení zvláště chráněného území začaly až v roce 1999 po třech letech byly 30. března 2002 Andělské schody vyhlášené za přírodní rezervaci. Do této doby bylo toto území několikrát vážně poškozené. V 90. letech zde docházelo opakovaně k rozorání 1/5 plochy, která se nechala ladem. V této části louky se nacházela největší koncentrace hořce hořepníku (Gentiana pneumonanthe) a prstnatce májového (Dactylorhiza majalis). Další negativní jev byl též v 90. letech, vyvážení lidských fekálií na značnou část lesních luk okolí Dobříše a tedy i na louky na Andělských schodech. Toto vyvážení bylo nelegální. V roce 2012 byl podán návrh, aby se Andělské schody staly přírodní památkou z důvodu rozšíření chráněného území. Tento návrh zatím nebyl přijat z důvodu, že jeden z majitelů pozemku, na kterém by se nacházela tato přírodní památka se odvolal, protože s tímto návrhem nesouhlasil. Nyní ministerstvo životního prostředí bude prozkoumávat, jestli nedošlo k pochybení při navrhování PP Andělské schody. Pokud se prokáže, že k žádnému pochybení nedošlo, nebude nic bránit k vyhlášení přírodní památky Andělské schody.  Dne 30. srpna 2013 byla vyhlášena rozsáhlá (173,24 ha) přírodní památka Andělské schody, avšak stávající rezervace byla zachována.

## Přírodní poměry

### Geologie
Andělské schody jsou tvořeny proterozoickými horninami. Nejvíce jsou to tmavé břidlice, droby a prachovce. Ojediněle se zde nachází vložky spilitů.

### Pedologie

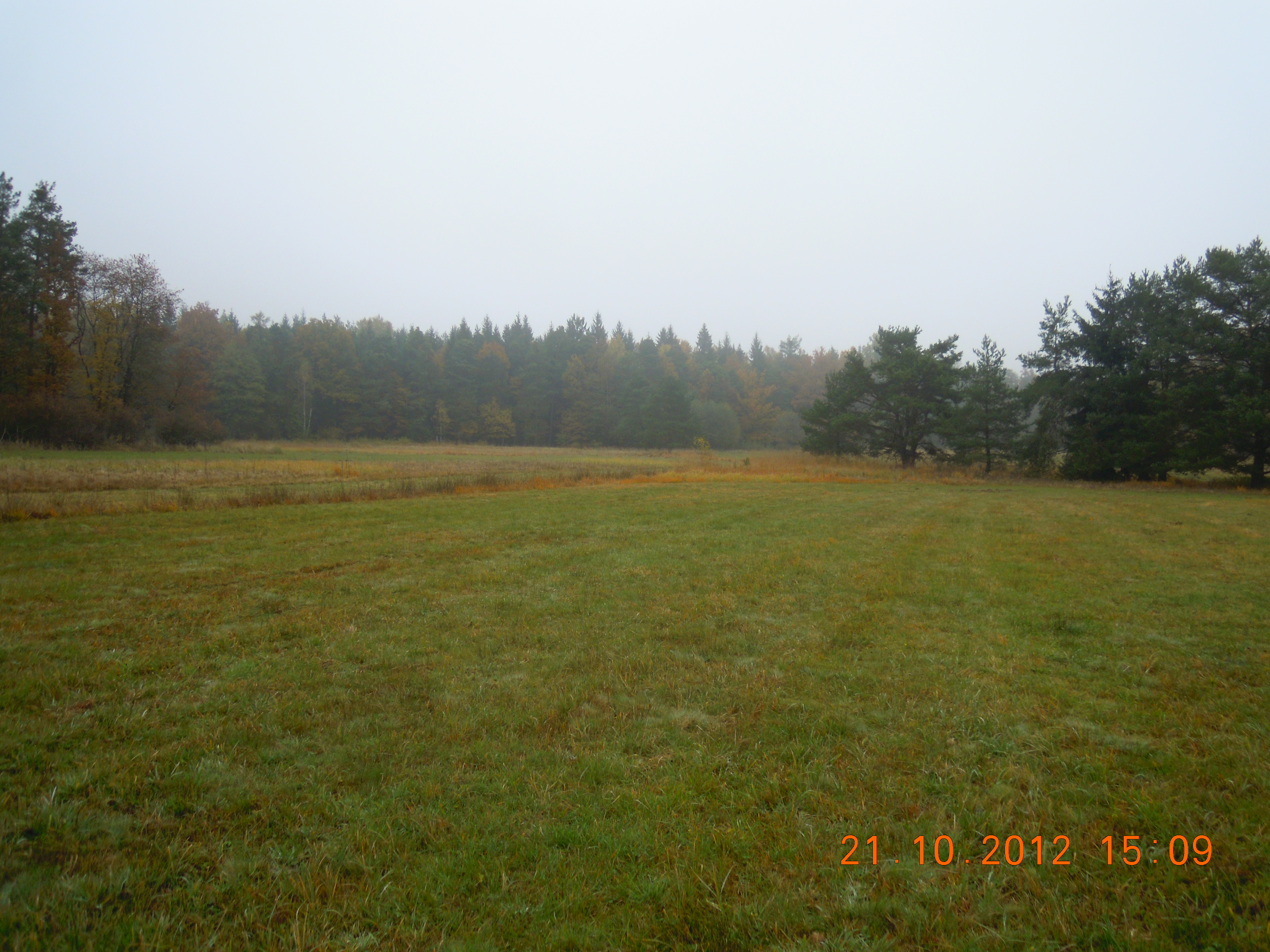
Pohled na louku v PR Andelske schody

Na tomto území je unikátní postglaciální vývoj. Vlivem působení větru zde nebyl umožněn vývoj půd. Mocnost tohoto profilu je pouhých 5 až 10 cm. Hlubší půdy vznikaly ve sníženinách na deluviofluviálních sedimentech. Tyto hlubší půdy mají charakter jílovitý, pro ně typický vysýchavý vodní režim, což znamená, že na jaře jsou silně podmáčené a během léta vysychají.

### Flora
Lesní vegetace je zastoupena bazifilní doubravou a na mělkých půdách rostou acidofilní doubravy. Na většině plochy rostou hercynské dubohabřiny. Vyskytuje se zde i jedle, což je zapříčiněno srážkovým stínem a lesní pastvou v minulosti.

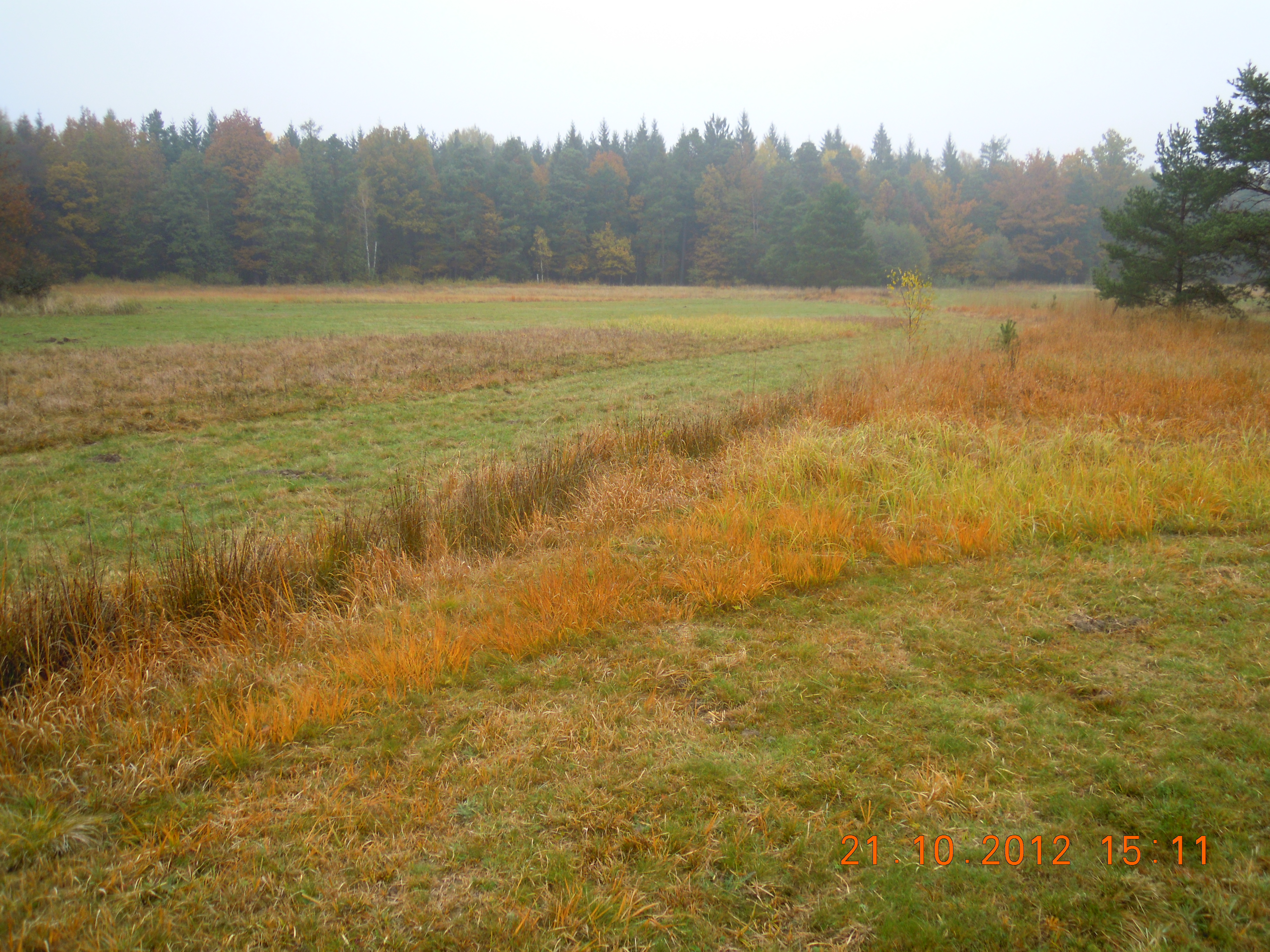
Pohled na louku v PR Andelske schody

Luční vegetaci tvoří bohatá škála mokřadních, vysýchavých a suchomilných společenstev, především bezkolencových luk svazu Molinion s přechody do různých jiných lučních společenstev. Velmi cenná je suchomilnější vegetace, řazená k ovsíkovým loukám, v níž se vyskytuje silně ohrožený vstavač kukačka (Orchis morio). V potočních nivách se vyskytuje ostřice Hartmanova (Carex hartmanii), dále se tu vyskytuje hadí mord nízký (Scorzonera humilis).
Luční biotop reprezentují hořec hořepník (Gentiana pneumonanthe), kosatec sibiřský (Iris sibirica), upolín nejvyšší (Trollius altissimus), hvozdík lesní (Dianthus sylvaticus), srpice barvířská (Serratula tinctoria). V nejvlhčích místech roste prstnatec májový (Dactylorhiza majalis) a suchopýr úzkolistý (Eriophorum angustifolium). Podzimní druh ocún jesenní (Colchicum autumnale)
Pro mochnové louky a doubravy je typická mochna bílá (Potentilla alba).

### Fauna
Jak bylo zmíněno v úvodu, žije tady mnoho druhů bezobratlých živočichů. Z měkkýšů se zde velmi hojně vyskytuje vrkoč mnohozubý (Vertigo antivertigo) a dále vrkoč útlý (Vertigo angustior), který patří do NATURA 2000. Posledním zástupcem tohoto druhu je vrkoč rýhovaný (Vertigo substriata). Hmyz v této lokalitě reprezentuje modrásek očkovaný (Maculinea telleius), který se velkou měrou podílel na vyhlášení tohoto území za přírodní rezervaci. Spolu s modráskem bahenním (Maculinea nausithous) patří do NATURA 2000. Dalším zástupcem hmyzu je zlatokřídlec vzácný (Jodia croceago). Andělské schody jsou jedinou lokalitou v České republice, kde se tento druh vyskytuje. Mezi zajímavé brouky , které zde můžem najít patří chráněný svižník polní (Cicindela campestris) a také chráněný zlatohlávek skvrnitý (Oxythyrea funesta).
V přírodní rezervaci se také nachází velký počet obratlovců. Z plazů a obojživelníků se zde nachází několik velmi zajímavých zástupců.Z obojživelníků můžeme narazit na skokana štíhlého (Rana dalmatina) a pak také na skokana hnědého (Rana temporaria). Z běžných druhů zde můžeme vidět ropuchu obecnou (Bufo bufo). Plazi hojně zastupuje slepýš křehký (Anguis fragilis), užovka obojková (Natrix natrix) a ještěrka obecná (Lacerta agilis). Našlo se zde i pár jedinců čolka horského (Mesotriton alpestris).V minulých letech tu byl ještě zaznamenán výskyt čolka obecného (Lissotriton vulgaris). Mezi zajímavé savce lze zařadit výskyt dvou nepůvodních druhů. Jedná se o nutrie říční (Myocastor coypus), které se chovali na levostranném přítoku Velkého voznického rybníka, kde se v průběhu 80. let až do počátku 90. let 20. století nacházela nutrijí farma. Po ukončení chovu se několik jedinců vyskytovalo volně v okolí rybníka Velký a tedy i v okolí rezervace. Druhým nepůvodním druhem je jelenec viržinský (Odocoileus virginianus), který byl v roce 1890 vysazen do obory na Dobříši. Po zrušení obory se jelenec viržinský (Odocoileus virginianus) vypustil do volné přírody. Nyní se vyskytuje v lesích Středočeského kraje.

## Ochrana
Hlavním cílem v lesních biotopech je dosáhnout přírodě blízká lesní společenstva s dominancí dubu. Je tedy nutné omezit nárosty habru a lípy. Dále je nutné v rámci možnosti podporovat šíření jedle. Sečení hraje důležitou roli při zachování diverzity na lučních biotopech. Frekvence tohoto sečení by měla být alespoň 2x za rok. První kosení by se mělo provádět koncem června až začátkem července. Druhý termín kosení by měl být v polovině září.V minulosti obě louky byly pouze ručně koseny. Pastva zde neprobíhala. Louky před senosečí se rozkolíkovaly a díly připadly ke kosení jednotlivým rodinám z vesnice. Tento způsob obhospodařování zde probíhal až do poloviny 20. století. Po 90. letech se o toto sekání staraly Lesy ČR pomocí sekačky tažené lehčím traktorem, což bylo dobré i pro nepatrnou disturbanci. Poslední 3 roky se o louky staral pan T. Bíba, který většinu plochy sekal ručně.

## Galerie

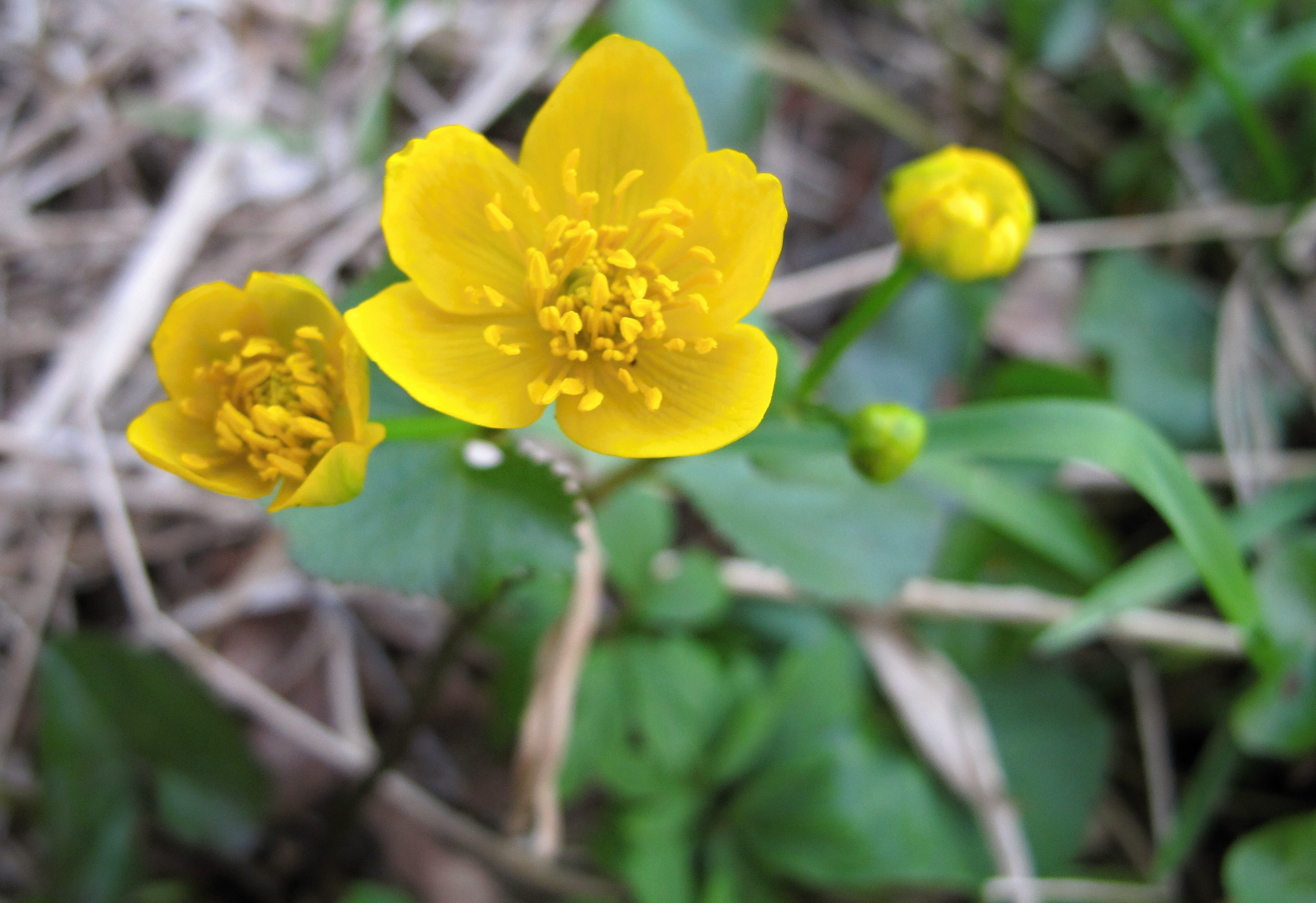
Blatouch bahenní (Caltha palustris)
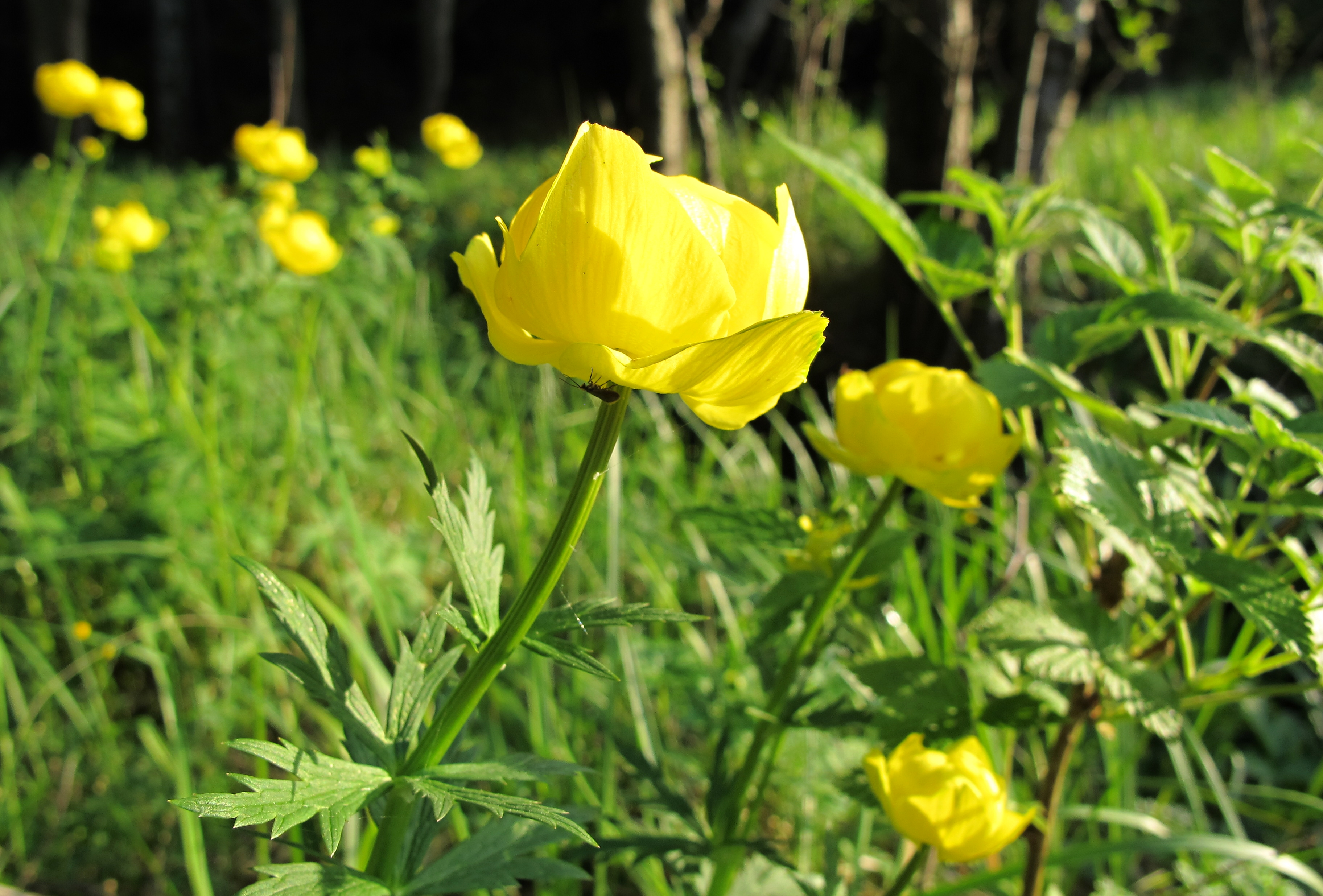
Upolín evropský (Trollius europaeus)
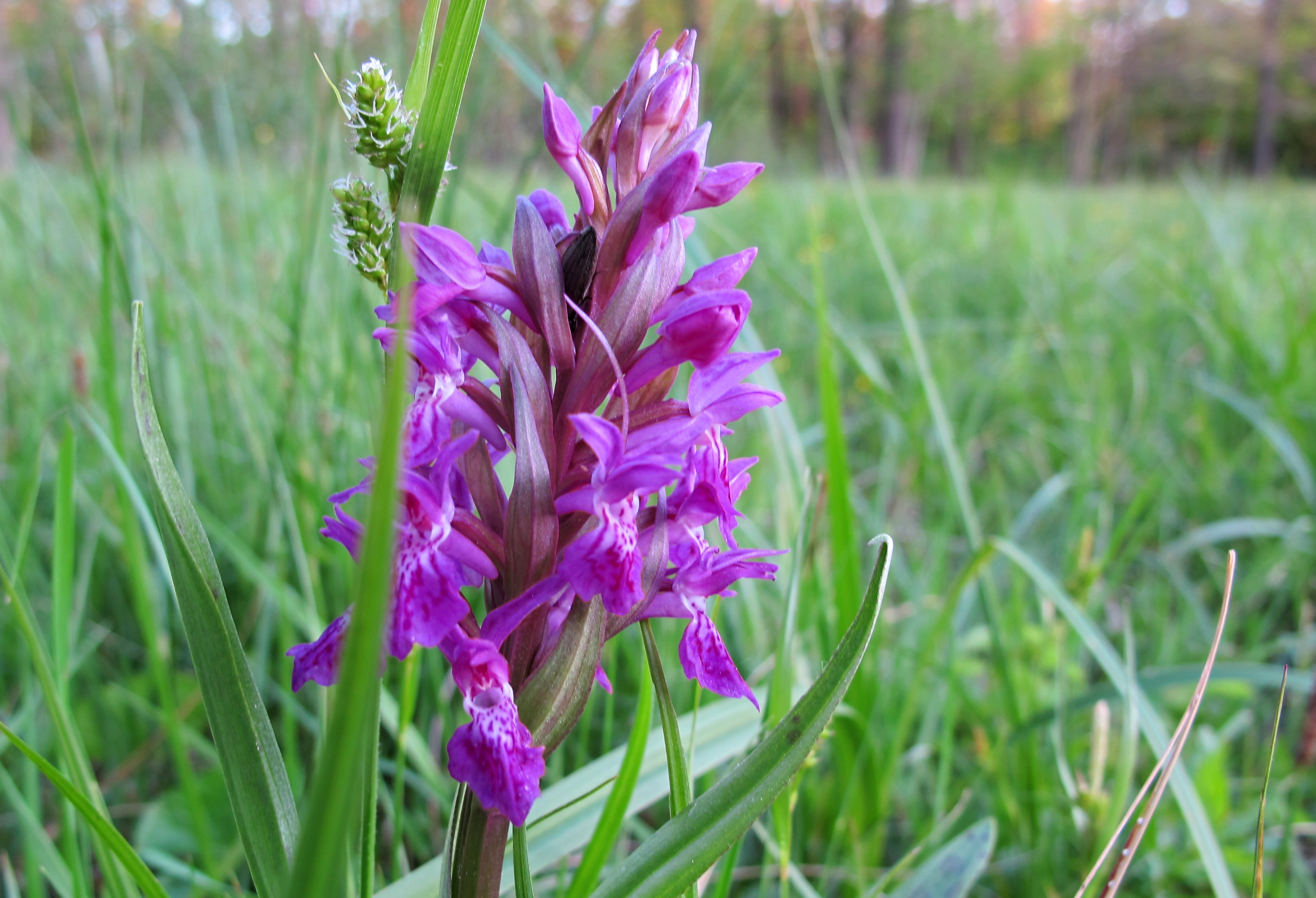
Prstnatec májový (Dactylorhiza majalis)
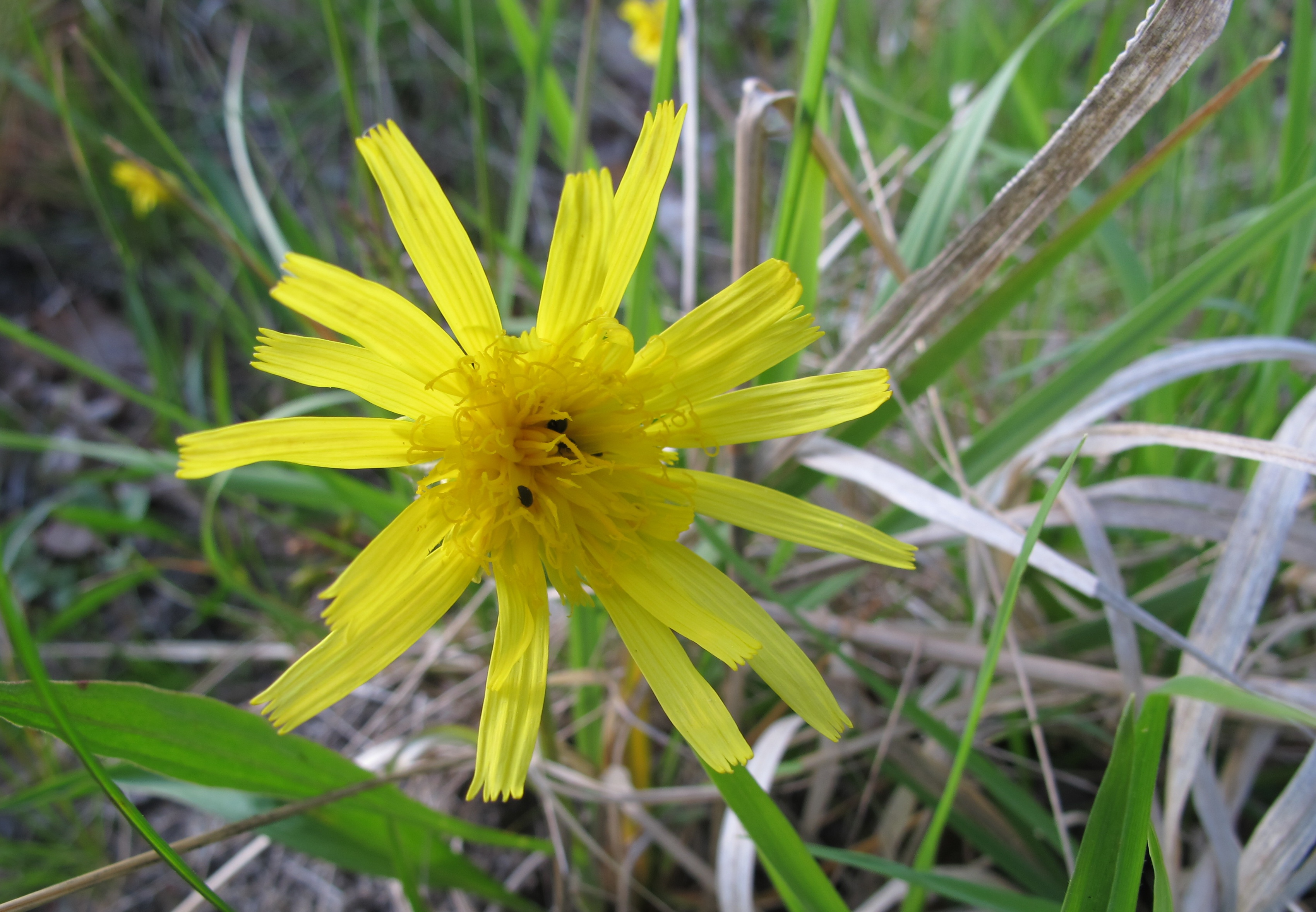
Hadí mord nízký (Scorzonera humilis)
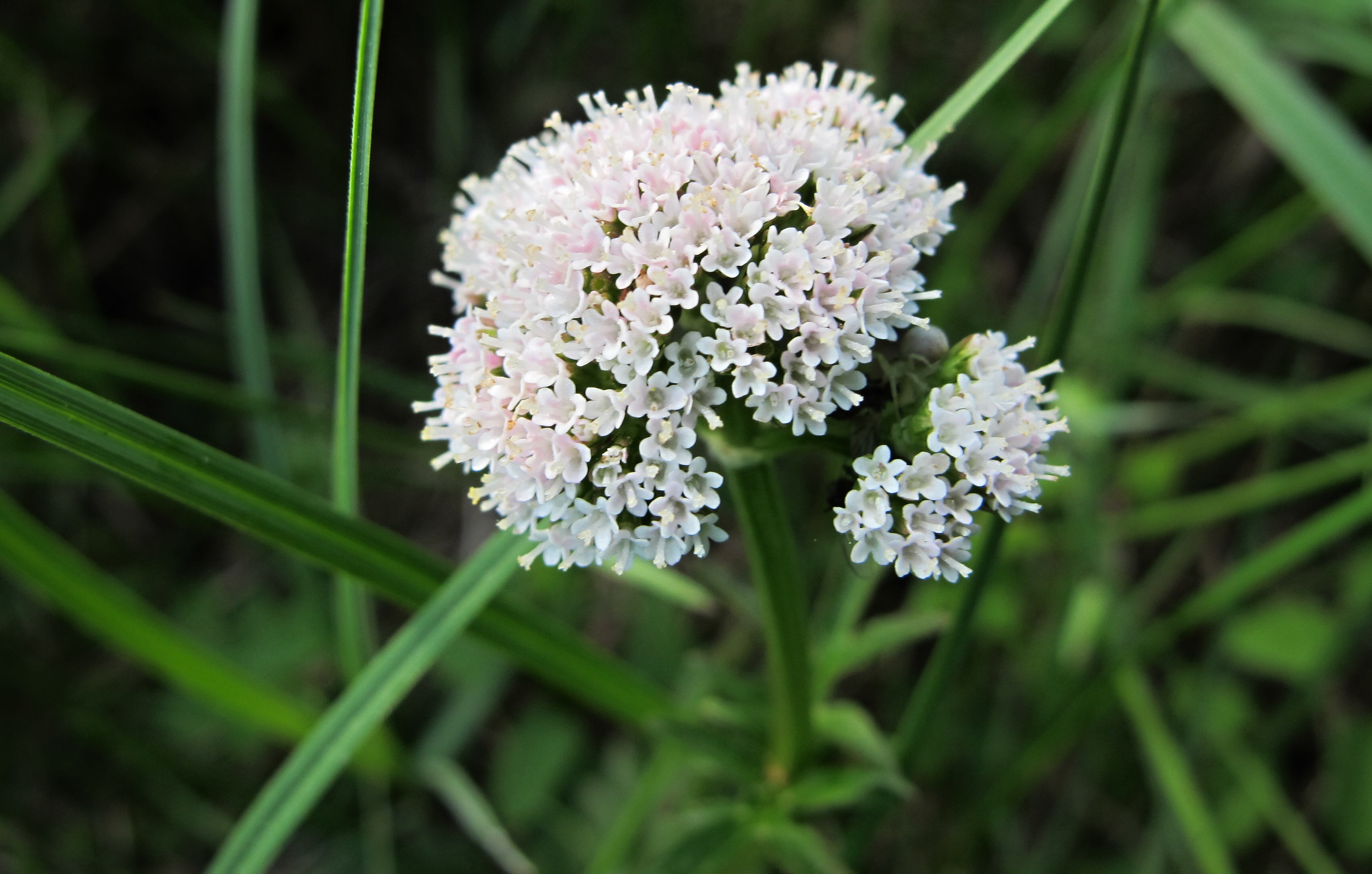
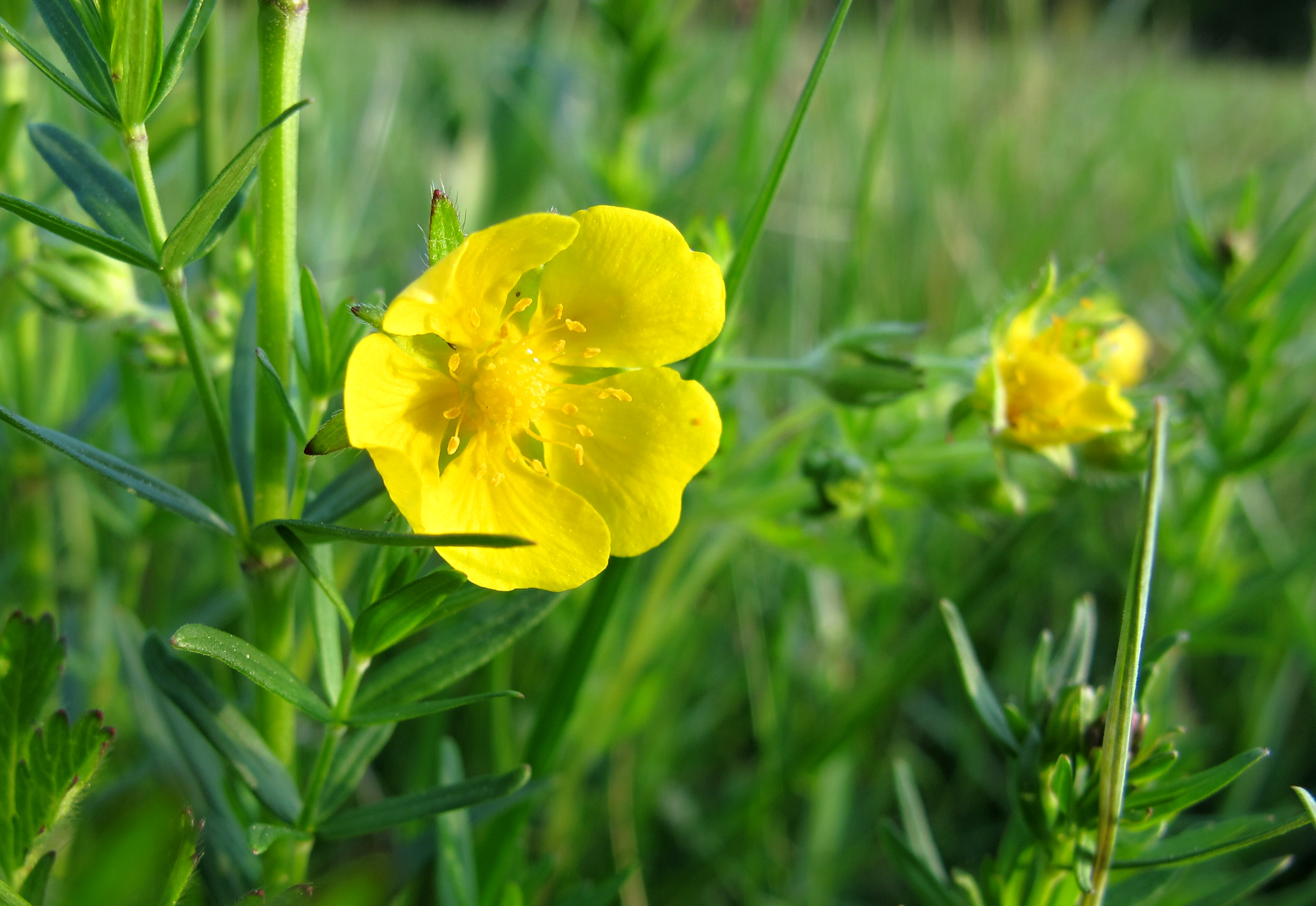
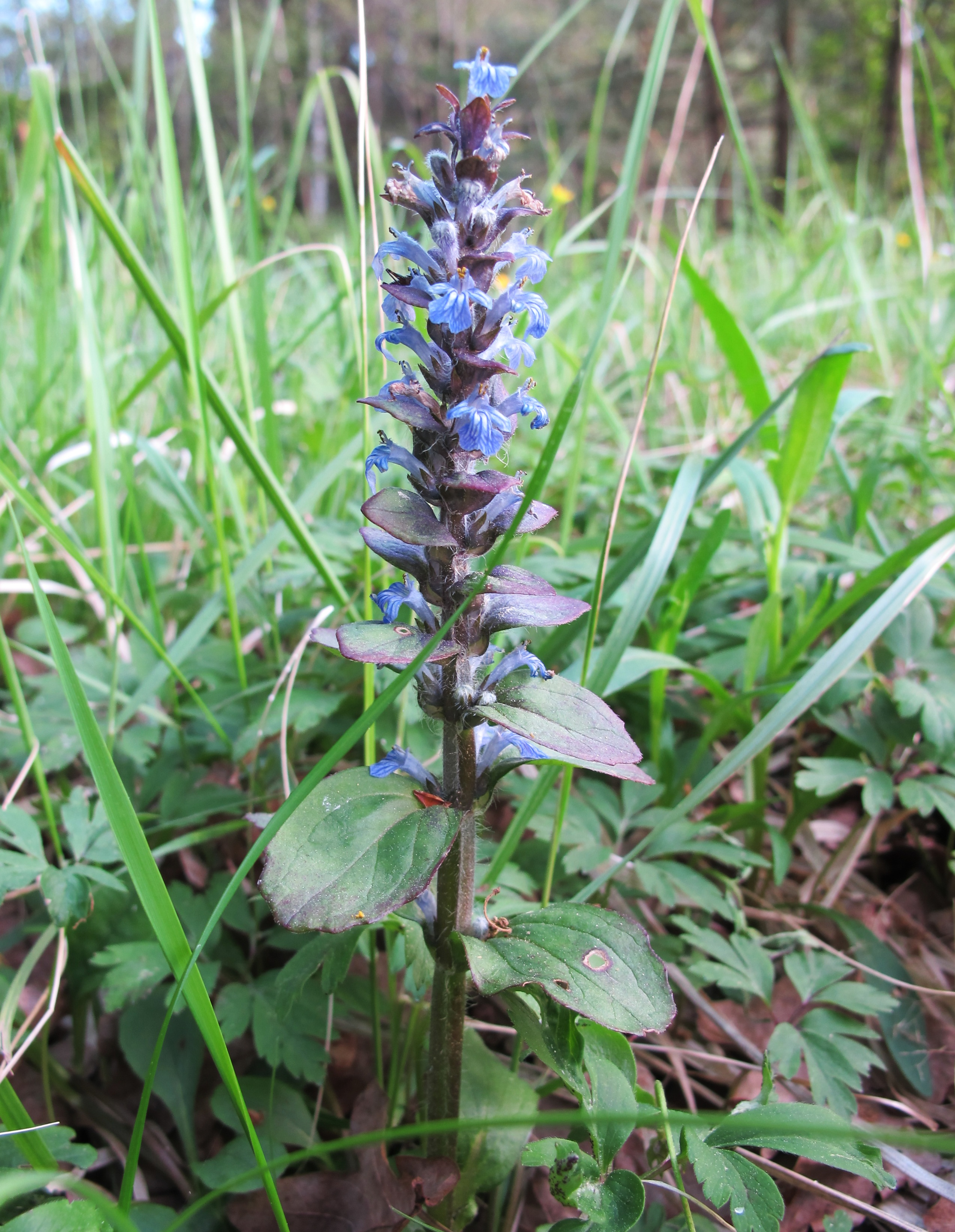
Zběhovec plazivý (Ajuga reptans)
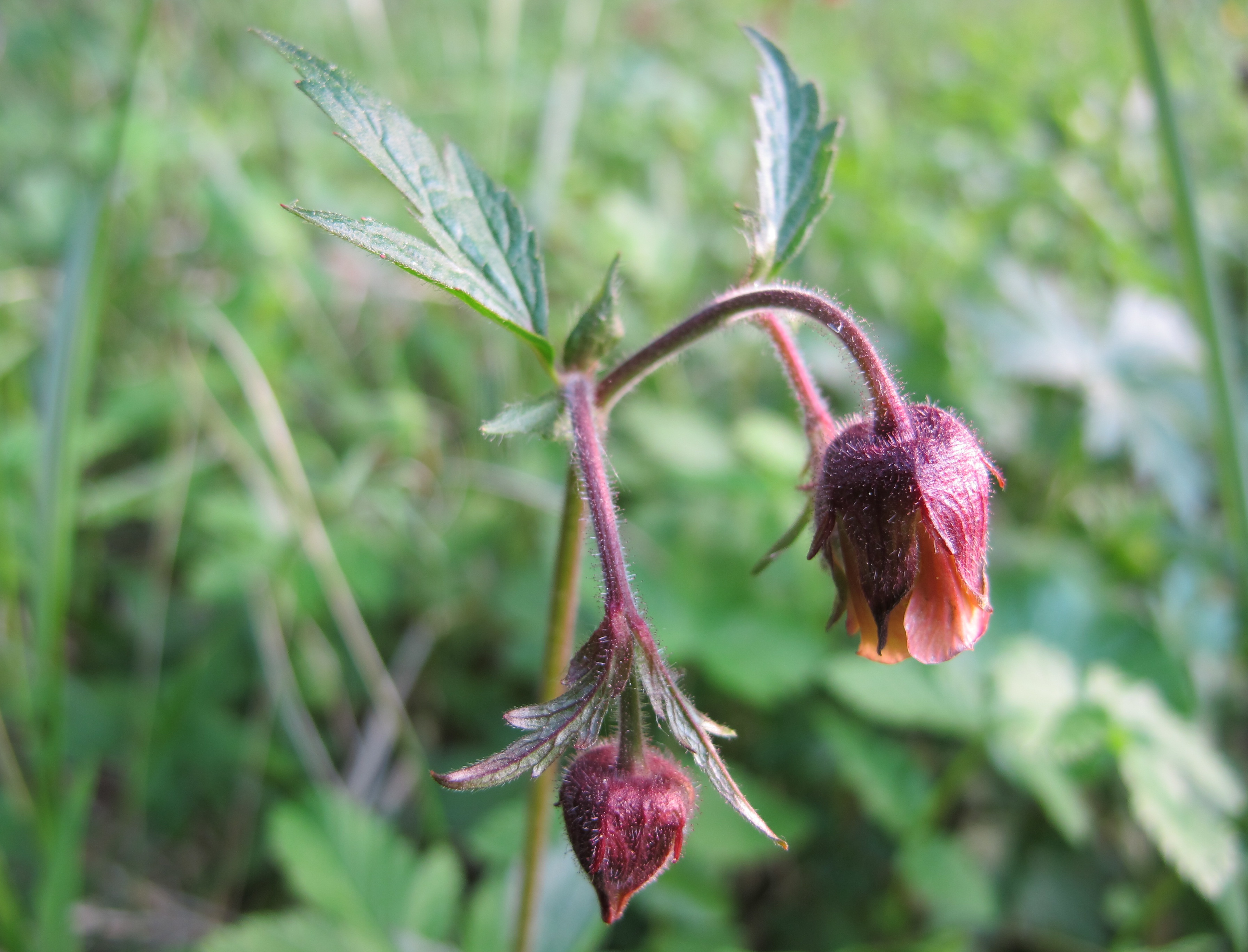
Kuklík potoční (Geum rivale)
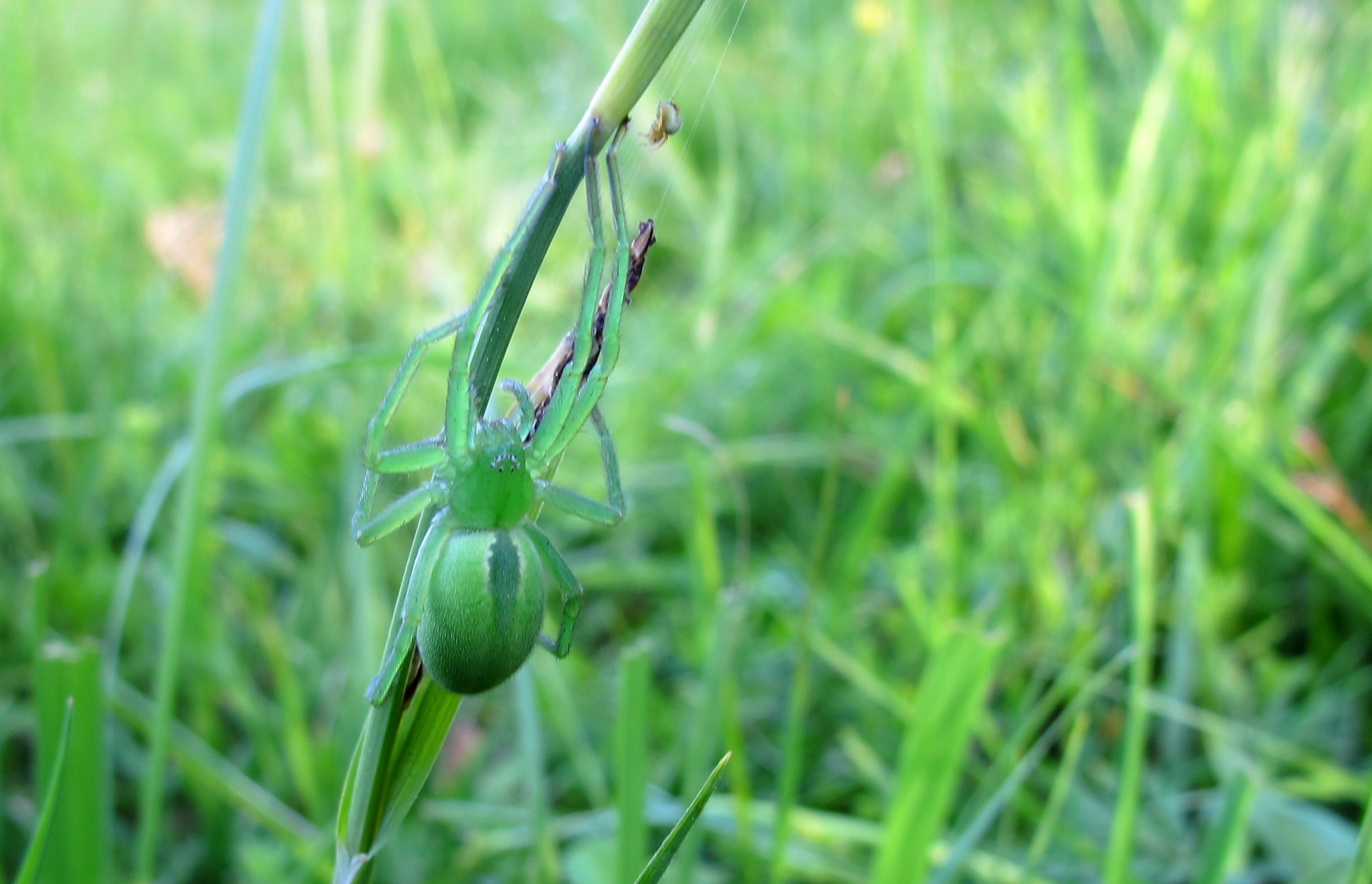
Maloočka smaragdová (Micrommata virescens)